# 格里姆瑟爾湖
46°34′10.52″N 8°19′38.66″E / 46.5695889°N 8.3274056°E

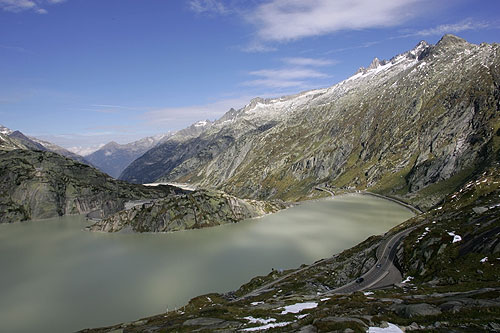

格里姆瑟爾湖是瑞士的湖泊，位於該國西部伯恩州，面積2.63平方公里，集水區面積74.4平方公里，海拔高度1,908米，蓄水量9,500萬立方米，最大水深100米。

## 外部連結
- KWO: Lake Grimsel